# Красулинское сельское поселение
Красу́линское сельское поселение — муниципальное образование в составе Новокузнецкого района Кемеровской области.
Административный центр — село Красулино.

## География
Поселение расположено в 10 км к северу от Новокузнецка.

## История
Красулинский сельсовет в составе Кузнецкого района создан в 1930 году.
17 декабря 2004 года в соответствии с Законом Кемеровской области № 104-ОЗ было образовано Красулинское сельское поселение, в его состав вошли населённые пункты Красулинского и Казанковского сельсоветов.
26 ноября 2013 года после вступления в силу областного закон от 7 марта 2013 года № 17-ОЗ в состав Красулинского сельского поселения включены упразднённые Ильинское и Металлургское сельские поселения.

## Население
| 2010    | 2011    | 2012    | 2013    | 2014    | 2015  | 2016    |
| ------- | ------- | ------- | ------- | ------- | ----- | ------- |
| 4713    | ↘4709   | ↘4689   | ↘4578   | ↘4534   | ↘4448 | ↗12 435 |
| 2017    | 2018    | 2019    | 2020    | 2021    |       |         |
| ↘12 381 | ↘12 332 | ↘12 266 | ↘12 215 | ↘12 207 |       |         |

## Состав сельского поселения
| №  | Населённый пункт | Тип населённого пункта       | Население |
| -- | ---------------- | ---------------------------- | --------- |
| 1  | Анисимово        | село                         | 283       |
| 2  | Бедарево         | село                         | 392       |
| 3  | Весёлый          | посёлок                      | 76        |
| 4  | Восточный        | посёлок                      | 69        |
| 5  | Ерунаково        | посёлок при станции          | 572       |
| 6  | Ерунаково        | посёлок                      | 19        |
| 7  | Жерново          | деревня                      | 10        |
| 8  | Иганино          | посёлок                      | 85        |
| 9  | Ильинка          | село                         | 1708      |
| 10 | Казанково        | посёлок                      | 870       |
| 11 | Красулино        | село, административный центр | 1216      |
| 12 | Металлургов      | посёлок                      | ↘3204     |
| 13 | Митино           | село                         | 191       |
| 14 | Недорезово       | посёлок                      | 691       |
| 15 | Северный         | посёлок                      | 464       |
| 16 | Сметанино        | посёлок                      | 6         |
| 17 | Степной          | посёлок                      | 1681      |
| 18 | Тагарыш          | посёлок                      | 245       |
| 19 | Усково           | посёлок                      | 30        |
| 20 | Успенка          | посёлок                      | 285       |
| 21 | Чичербаево       | посёлок                      | 331       |
| 22 | Шорохово         | деревня                      | 98        |

## Экономика
По территории проходит железная дорога Артышта—Новокузнецк. Угольные шахты. Сельскохозяйственные предприятия.
На основной Красулинской териитории находятся ОАО «Вперед», ОАО «Казанковское» с их производственными объектами. Одна средняя школа, одна основная школа, два детских сада, Дом культуры, шесть фельдшерско-акушерских пунктов, три почтовых отделения, магазины.
На Металлурговской территории находятся ООО «Фаворит Агро», ООО «Кузбасский бройлер». Одна школа, три детских сада, почтовое отделение, ДК, ДШИ, фельдшерско—акушерский пункт, амбулатория, магазины.
На Ильинской сельской территории находятся ЗАО «Кузбасская птицефабрика». Две школы, два детских сада, ДК, ДШИ, два почтовых отделения, амбулатория, три фельдшерско—акушерских пунктов, магазины.